# María de Alva
María de Alva Levy (Monterrey; 23 de enero de 1969) es una novelista mexicana. Dos de sus novelas han sido finalistas del premio Fernando Lara de Novela en España.

## Biografía
María de Alva nació en Monterrey, Nuevo León en México.  Se graduó del ITESM con la licenciatura en Literatura Hispánica en 1990. Además, tiene dos maestrías, una en Estudios Latinoamericanos en la UCLA en 1993. Su segundo título fue en Educación en el ITESM en 2000. Continuó estudiando y Obtuvo su doctorado en Estudios Humanísticos en el ITESM en 2012 con una disertación titulada Cuerpo de memoria y escritura .
Entre 1993 y 1995 trabajó como reportera para los periódicos: Reforma y El Norte .  Desde 1996 trabaja para el ITESM, donde actualmente es Directora de la Licenciatura en Literatura Hispánica. También ha dirigido talleres de escritura creativa en la Casa de la Cultura en Nuevo León, México. Ha participado en varios congresos académicos en universidades como UNAM , Brown University , Texas University , entre otras.

## Obra
María de Alva ha sido finalista del premio Lara de Novela de España en dos ocasiones. Su primera nominación fue en 2004 por su libro A través de la ventana y en 2009 por su novela Antes del olvido .
Su libro A través de la ventana , describe cómo Ida, quien es el personaje principal, junto con su familia están tratando de escapar no solo de la guerra durante la Revolución Mexicana, sino también del tradicionalismo alemán y el exilio en México. Fueron la primera familia judía en venir a Monterrey, México. Este libro fue finalista porque representa la crueldad, la realidad, la necesidad, la esperanza y el miedo en la búsqueda de una vida mejor.  También retrata temas como la familia, la enfermedad, el dolor, el exilio y la memoria. La novela utiliza tres tipos de narradores, un diario en primera persona, un recuerdo en segunda persona y una tercera persona que cuenta la mayor parte de la historia. 
Su libro más reciente Lo que guarda el río se inspiró en la muerte de dos estudiantes del Tecnológico de Monterrey, donde ella trabaja, debido a la narco violencia. También tiene que ver con el desastre provocado en la ciudad de Monterrey por el huracán Alex en 2010. El propósito de la autora es mostrar a través de personajes de diferentes clases sociales cómo la violencia y la naturaleza fuerzan las interacciones entre ellos, aunque al final cada uno se separe una vez más.